# Сімідзу (Хоккайдо)

43°0′40″ пн. ш. 142°53′5″ сх. д. / 43.01111° пн. ш. 142.88472° сх. д.
Сімі́дзу (яп. 清水町, しみずちょう, МФА: [ɕimʲid͡zu t͡ɕoː]) — містечко в Японії, в повіті Камікава округу Токаті префектури Хоккайдо. Станом на 1 жовтня 2008 року площа містечка становила 402,18 км². Станом на 31 березня 2017 населення містечка становило 9647 осіб.